# Avrigney-Virey
Avrigney-Virey è un comune francese di 398 abitanti situato nel dipartimento dell'Alta Saona nella regione della Borgogna-Franca Contea.

## Società

### Evoluzione demografica
Abitanti censiti